# Diocèse de Hearst
Le diocèse de Hearst est une juridiction de l'Église catholique au Canada, érigée en 1938 dans le Nord de l'Ontario, au Canada. Depuis 2018, le diocèse a été réuni à celui de Moosonee formant ainsi le diocèse de Hearst-Moosonee.

## Historique

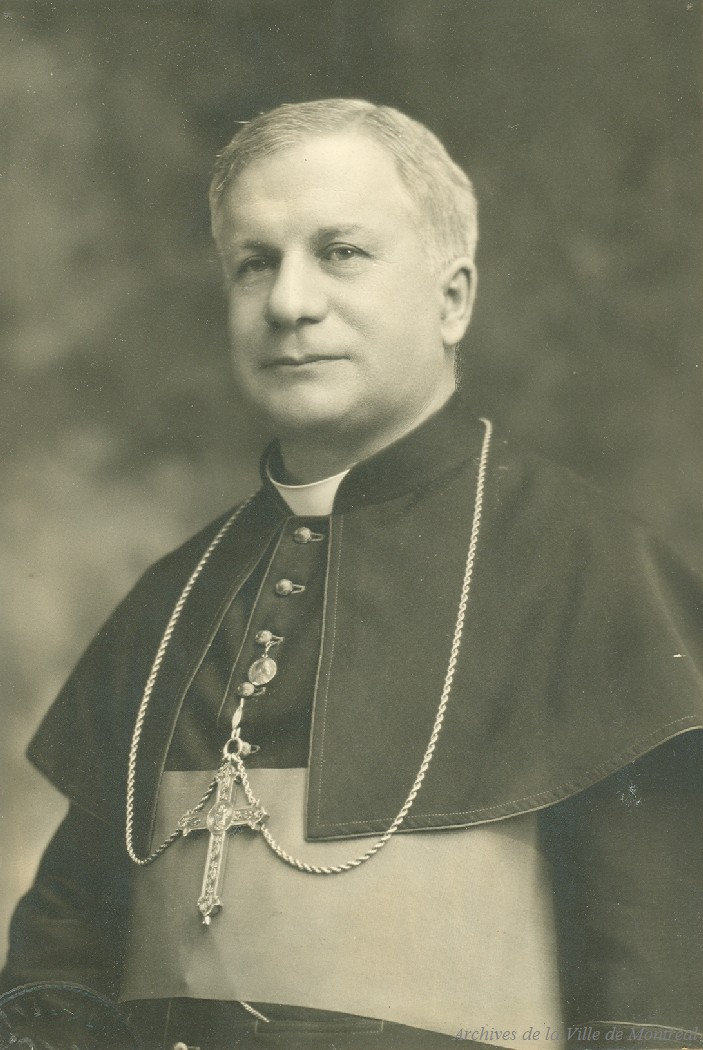
Joseph-Jean-Baptiste Hallé, premier évêque de Hearst.

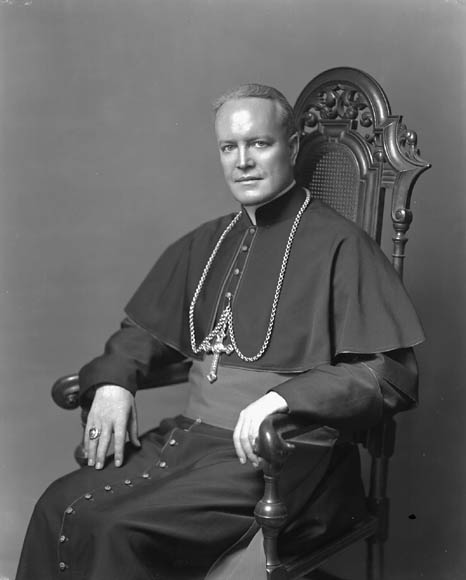
Joseph Charbonneau, évêque de Hearst de 1939 à 1940.

Le territoire actuellement couvert par le diocèse de Hearst relève entre 1882 et 1908 du diocèse de Pembroke et peu après du diocèse de Haileybury. La desserte catholique du Nord de l'Ontario est érigée en préfecture apostolique du Nord de l'Ontario le 18 avril 1919 puis en vicariat apostolique le 17 novembre 1920. 
Le diocèse est érigé canoniquement le 3 décembre 1938 par le pape Pie XI. La population est alors de 14 000 habitants dont quelque 11 000 Canadiens français catholiques et 2 500 Amérindiens. Cette majorité blanche était canadienne française et catholique, la population catholique était au nombre de 10000. 
En 1952, Louis Levesque est nommé évêque du diocèse de Hearst. Il constate l'absence d'établissements d'enseignement de niveau secondaire en langue française dans le Nord de l'Ontario, le loi ontarienne interdisant l’existence d’écoles secondaires bilingues ou françaises. Pour poursuivre leurs études secondaires dans leur langue, les jeunes Franco-Ontariens doivent alors s'exiler vers les grandes villes ontariennes où quelques écoles secondaires bilingues financées par l’Église catholique, ou au Québec. En 1953, il fonde le Petit Séminaire de Hearst dans le but de rendre les études secondaires accessibles en français dans la région. Le Séminaire de Hearst est incorporé sous le nom de Collège de Hearst en 1959 afin de permettre la prestation d’études universitaires. Le diocèse de Hearst dirige et finance cette institution jusqu'en 1971.
Le 3 décembre 2018, le pape François a uni le diocèse de Moosonee à celui de Hearst pour former le diocèse de Hearst-Moosonee. Celui-ci est subordonné à l'archevêché d'Ottawa-Cornwall en tant que suffragant. L'ancien évêque de Hearst, Robert Bourgon, qui administrait déjà le diocèse de Moosonee depuis 2016 en tant qu'administrateur apostolique, a été nommé évêque du diocèse unifié.
| Période   | Évêque                          | Note/Événement |  |
| --------- | ------------------------------- | --- |  |
| 1918-1939 | Joseph-Jean-Baptiste Hallé      | Préfecture Apostolique de l'Ontario-Nord Peuplement et développement agricole de la région                                             |  |
| 1939-1940 | Joseph Charbonneau              | Érection en diocèse Nommé archevêque de Montréal en 1940                                                                               |  |
| 1940-1945 | Albini LeBlanc                  | Colonisation et développement agro-forestier                                                                                           |  |
| 1946-1952 | Georges-Léon Landry             | Développement des coopératives |  |
| 1952-1964 | Louis Levesque                  | Fondation du Séminaire de Hearst, de l'hôpital catholique de Hearst et de l'Académie Saint-Joseph Nommé archevêque de Rimouski en 1964 |  |
| 1964-1973 | Jacques Landriault              | Nomination comme évêque de Timmins en 1971 Administrateur Apostolique du diocèse de Hearst entre 1971 et 1973                          |  |
| 1973-1993 | Roger-Alfred Despatie           | Emphase sur la pastorale et les communications sociales                                                                                |  |
| 1993-1995 | Pierre Fisette                  | |  |
| 1996-2005 | André Vallée                    | |  |
| 2006-2016 | Vincent Cadieux                 | 2006-2007, administrateur apostolique Également évêque de Moosonee                                                                     |  |
| 2016-2020 | Robert Bourgon                  | Également administrateur apostolique de Moosonee                                                                                       |  |
| 2020-2022 | Terrence Prendergast, s.j.      | Administrateur apostolique |  |
| 2022-     | Pierre-Olivier Tremblay, o.m.i. | |  |

## Abus sexuels
L'émission Enquête de Radio Canada, diffusée en mars 2023, révèle que 12 prêtres et bénévoles auraient infligé, dans le diocèse de Hearst,  des sévices à une quarantaine de personnes, essentiellement mineures. Enquête indique que cinq prêtres et bénévoles travaillaient toujours dans le diocèse jusqu’à fin février 2023  .

## Territoire et organisation
Le diocèse est suffragant de l'archidiocèse d'Ottawa. Le diocèse de Hearst a une superficie de 108 830 km2. Sa population catholique est de 31 790 habitants. Cela équivaut à environ 79,5 % de la population totale. Hearst est aussi la capitale de la communauté franco-ontarienne, qui est d'origine catholique. Plus de 5 100 fidèles sont de langue anglaise.
Le diocèse compte 28 paroisses et missions, 23 prêtres diocésains, quatre religieuses, deux diacres et treize agents de pastorale. La crise des vocations n'est pas aussi aiguë à Hearst que dans les diocèses québécois. La cathédrale Notre-Dame-de-l'Assomption de Hearst est le siège épiscopal du diocèse. L'évêque est Robert Bourgon (2016),.
La confiance entre l'Élise catholique et les Premières Nations est à consolider, par exemple à Attawapiskat.
| Paroisse ou mission              | Localité              | Fondation | Population (2000) |
| -------------------------------- | --------------------- | --------- | ----------------- |
| Notre-Dame-de-l'Assomption       | Hearst                | 1919      | 3 670             |
| Sacré-Cœur de Jésus              | Chapleau              | 1883      | 2 051             |
| La Transfiguration               | Cochrane              | 1909      | 2 986             |
| Sainte Agnès                     | Fauquier              | 1917      | 532               |
| Notre-Dame-des-Sept-Douleurs     | Foleyet (en)          | 1917      | 166               |
| Notre-Dame-des-Oliviers          | Glackmeyer            | 1919      | 133               |
| Sainte-Thérèse-de-l'Enfant-Jésus | Geraldton             | 1935      | 1 162             |
| Infant Jesus                     | Ginoogaming (en)      | 1881      | .                 |
| Notre-Dame-du-Rosaire            | Gogama                | 1922      | 348               |
| Saint-Stanislas                  | Harty                 | 1932      | 144               |
| Saint-Nom-de-Jésus               | Hornepayne            | 1925      | 519               |
| Saints-Martyrs-Canadiens         | Jogues-Coppell        | 1920      | 377               |
| Immaculée-Conception             | Kapuskasing           | 1921      | 2 749             |
| Notre-Dame-des-Victoires         | Kapuskasing           | 1954      | 1 918             |
| Saint-Patrick                    | Kapuskasing           | 1955      | 1 541             |
| Saint-Jean-Baptiste              | Longlac               | 1959      | 1 400             |
| Saint-François-Xavier            | Mattice               | 1935      | 698               |
| Nativité-de-Marie                | Moonbeam              | 1917      | 1 000             |
| Sainte-Brigide                   | Nakina                | 1955      | .                 |
| New Post                         | New Post              | .         | .                 |
| Saint-Antoine-de-Padoue          | Opasatika             | 1926      | 314               |
| Sainte-Gertrude                  | Smooth Rock Falls     | 1917      | 1 415             |
| Sainte-Jean-de-Brébeuf           | Sultan (Ontario) (en) | 1933      | 89                |
| Sainte-Rita                      | Val Rita              | 1926      | 663               |

## Ordres religieux
- Frères des écoles chrétiennes
- Sœurs de l'Assomption de la Sainte Vierge
- Sœurs de la charité d'Ottawa (Sœurs Grises de la Croix)
- Sœurs de Notre Dame du Perpétuel Secours de Québec
- Sœurs de Saint-Joseph